# Devaughn Elliott
Devaughn Elliott (ur. 28 października 1991) – piłkarz z Saint Kitts i Nevis występujący na pozycji pomocnika, obecnie zawodnik Village Superstars.

## Kariera klubowa
Elliott rozpoczynał swoją karierę piłkarską w zespole Washington Archibald High School FC, występującym w najwyższej klasie rozgrywkowej – SKNFA Super League. Nie osiągnął jednak z tą drużyną żadnych sukcesów i w 2009 roku odszedł do Positive Vibes z Wysp Dziewiczych Stanów Zjednoczonych, któremu pomógł wywalczyć mistrzostwo wyspy Saint Thomas w sezonie 2009/2010. Po pół roku powrócił do ojczyzny, podpisując umowę z klubem Village Superstars FC z siedzibą w stołecznym Basseterre. W sezonie 2010/2011 zdobył z nim mistrzostwo Saint Kitts i Nevis.

## Kariera reprezentacyjna
W 2011 roku Elliott znalazł się w składzie reprezentacji Saint Kitts i Nevis U-20 na Młodzieżowe Mistrzostwa Ameryki Północnej. Jego drużyna odpadła wówczas w rundzie eliminacyjnej, nie kwalifikując się do właściwego turnieju, natomiast on sam wystąpił w trzech spotkaniach i zdobył sześć goli w wygranej 19:0 konfrontacji z Brytyjskimi Wyspami Dziewiczymi. W tym samym roku został powołany do reprezentacji Saint Kitts i Nevis U-23 na turniej eliminacyjny do Igrzysk Olimpijskich w Londynie. Tam wraz ze swoim zespołem zdołał awansować do drugiej rundy, w której odpadł jednak po zanotowaniu zwycięstwa, remisu i porażki i nie zakwalifikował się na olimpiadę. Wystąpił we wszystkich sześciu spotkaniach, zdobywając po jednym golu w wygranych 2:1 meczach z Antiguą i Barbudą oraz Haiti.
W seniorskiej reprezentacji Saint Kitts i Nevis Elliott zadebiutował 16 sierpnia 2009 w przegranym 0:1 meczu towarzyskim z Jamajką. Premierowego gola w kadrze narodowej strzelił za to 6 września 2011 w wygranym 4:2 spotkaniu z Saint Lucia w ramach eliminacji do Mistrzostw Świata 2014. Jego drużyna nie zdołała jednak zakwalifikować się na mundial.